# Сюряй
Сюряй, или Шюряй (лит. Siūriai) — село в восточной части Литвы, входит в состав Игналинского района. население Сюряя составляет 4 человека (2011 год).

## География
Деревня расположена в западной части Игналинского района, расстояние до Игналины составляет 7 километров. Находится на территории Аукштайтского национального парка на восточном берегу озера Дрингис.

## История
С 1793 года после второго раздела Речи Посполитой Сюряй (Janopol), как и вся Вилейщина, входила в состав Российской империи, Виленской губернии.
В 1921 — 1945 гг. деревня в составе Польской Республики Виленского воеводства.

## Население
| 1931 | 1959 | 1970 | 1979 | 1989 | 2001 | 2011 |
| ---- | ---- | ---- | ---- | ---- | ---- | ---- |
| 14   | 6    | 5    | 4    | 0    | 4    | 4    |